# Lena Meyer-Landrut
Lena Meyer-Landrut (sinh ngày 23 tháng 5 năm 1991), còn được biết đến với nghệ danh Lena (phát âm tiếng Đức: [ˈleːna]), là một nữ ca sĩ, nhạc sĩ người Đức. Cô đại diện cho Đức dự thi Eurovision Song Contest 2010 ở Oslo, Na Uy, và chiến thắng cuộc thi với ca khúc Satellite, nhận 246 điểm trong đêm chung kết vào ngày 29 tháng 5. Với ba ca khúc từ đêm chung kết của cuộc thi quốc gia Unser Star für Oslo, Lena đã lập kỷ lục khi nằm trong Top 5 trên bảng xếp hạng đĩa đơn ở Đức. Satellite đứng đầu tại Đức và đã 3 lần nhận được Đĩa Vàng. Vào tháng 5 năm 2010, Lena phát hành album đầu tay, My Cassette Player, ra mắt tại vị trí quán quân tại bảng xếp hạng album ở Đức và nhận được 5 Đĩa Vàng với hơn 500.000 bản, trong khi đĩa đơn Satellite phát hành trước đó nhận được 2 Đĩa Bạch Kim. Lena cũng đại diện cho Đức tham gia Eurovision lần thứ hai liên tiếp tại Düsseldorf năm 2011 với ca khúc Taken by a Stranger.

## Thời thơ ấu
Lena Meyer-Landrut tên đầy đủ là Lena Johanna Therese Meyer-Landrut, sinh năm 1991, tại Hannover, Đức. Cô là cháu gái của Andreas Meyer-Landrut, một nhà ngoại giao người Đức gốc Estonia, làm Đại sứ Tây Đức tại Moskva, Liên Xô từ 1980 tới 1983 và 1987 tới 1989; đồng thời, cô cũng là cháu của Hanna Karatsony von Hodos, một quý tộc người Hungary. Cô là con một trong gia đình. Cô bắt đầu học khiêu vũ từ năm 5 tuổi; ban đầu là học ba lê, sau đó là các loại hình múa hiện đại khác, bao gồm cả hip-hop và jazz. Lena bắt đầu thích ca hát và có tham gia một số vai diễn nhỏ trên phim truyền hình Đức, tuy nhiên cô chưa từng trải qua một lớp học diễn xuất hay luyện thanh nào. Tháng 6 năm 2010, cô tốt nghiệp trường trung học công lập IGS Roderbruch Hannover, và nhận được bằng tú tài của mình.

## Sự nghiệp

### 2010:Unser Star für OslovàMy Cassette Player
Lena quyết định tham gia cuộc thi tài năng Unser Star für Oslo (Our Star for Oslo), một chương trình truyền hình mới được tổ chức nhằm tuyển chọn thí sinh người Đức tham gia cuộc thi Eurovision Song Contest 2010 được tổ chức tại Oslo, thủ đô Na Uy. Cuộc thi được tổ chức bởi đài truyền hình quốc gia ARD, nhà đài tư nhân ProSieben, và nhà sản xuất âm nhạc Stefan Raab, người từng dự thi Eurovision. Lena và 20 thí sinh khác đã xuất sắc vượt qua vòng dự tuyển với hơn 4500 người để được tham gia chương trình. Khi được hỏi về động lực để tham gia cuộc thi, cô nói: "Tôi muốn kiểm tra khả năng của mình. Tôi muốn thấy rõ những gì mình cảm nhận được, và tôi muốn nghe những người có kiến thức sẽ nói gì về nó, cá nhân tôi không thể tự mình đánh giá bản thân."
Sau màn trình diễn đầu tiên với ca khúc "My Same" của nữ ca sĩ người Anh Adele, Lena đã nhận được nhiều lời khen ngợi từ ban giám khảo của chương trình và ngay lập tức được nhiều người yêu mến. Ngay tuần sau, ca khúc My Same của Adele nhanh chóng lọt vào vị trí thứ 61 trên BXH đĩa đơn của Đức. Lena lọt vào chung kết của cuộc thi Unser Star für Oslo, cô chủ yếu trình bày các bài hát ít được biết đến của các nghệ sĩ quốc tế như The Bird and the Bee, Kate Nash, Paolo Nutini và Lisa Mitchell. Trong 8 ca khúc cô trình bày trước đó, 5 ca khúc gốc đã lọt vào BXH của Đức, trong đó ca khúc "Foundations" của Kate Nash còn đạt được vị trí cao nhất của nó từ trước tới nay. Trong đêm chung kết ngày 12 tháng 3 năm 2010, Lena hát 3 ca khúc được sáng tác đặc biệt dành cho cuộc thi, là "Bee", "Satellite" và "Love Me". Thông qua tin nhắn bình chọn khán giả đã chọn "Satellite", viết bởi nhạc sĩ người Mĩ Julie Frost và Dane John Gordon, để trở thành ca khúc dùng để tham gia Eurovision trong trường hợp cô chiến thắng. Ở vòng bình chọn thứ hai, Lena đã được chọn làm thí sinh người Đức tham gia Eurovision Song Contest lần thứ 55, sau khi đánh bại thí sinh còn lại, Jennifer Braun. MV của "Satellite" nhanh chóng được quay ngay trong đêm chung kết và được ra mắt trên hệ thống truyền hình Đức 4 ngày sau đó.

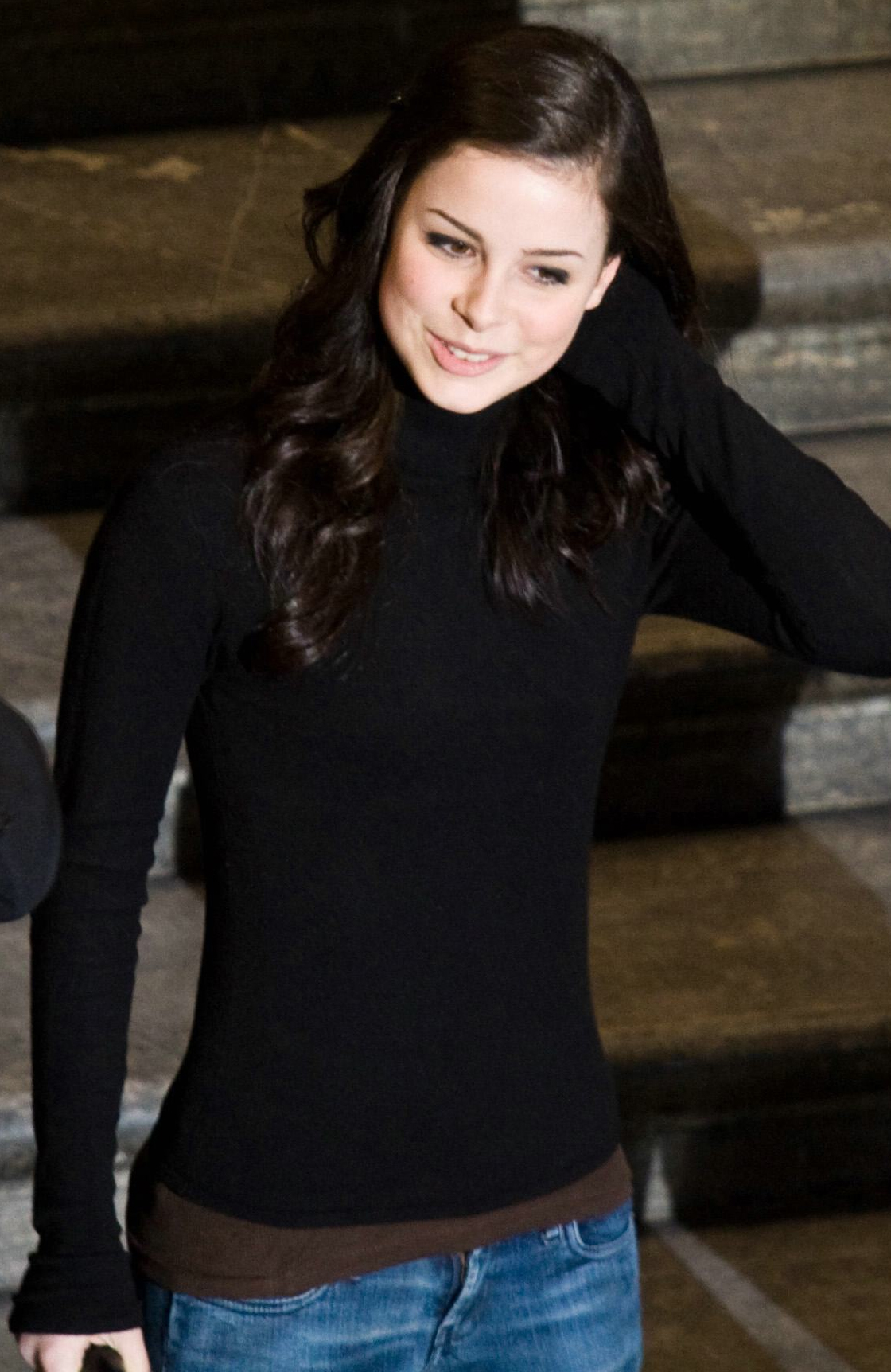
Lena tại New City Hall, Hanover sau khi chiến thắng Unser Star für Oslo, tháng 3 năm 2010

| Các ca khúc Lena Meyer-Landrut trình bày trong Unser Star für Oslo | Các ca khúc Lena Meyer-Landrut trình bày trong Unser Star für Oslo | Các ca khúc Lena Meyer-Landrut trình bày trong Unser Star für Oslo |
| Tuần                                                               | Ca khúc                                                            | Ca sĩ gốc                                                          |
| ------------------------------------------------------------------ | ------------------------------------------------------------------ | ------------------------------------------------------------------ |
| Tuần 1                                                             | "My Same"                                                          | Adele                                                              |
| Tuần 3*                                                            | Diamond Dave"                                                      | The Bird and the Bee                                               |
| Tuần 4                                                             | "Foundations"                                                      | Kate Nash                                                          |
| Tuần 5                                                             | "New Shoes"                                                        | Paolo Nutini                                                       |
| Tuần 6 (tứ kết)                                                    | "Mouthwash" "Neopolitan Dreams"                                    | Kate Nash Lisa Mitchell                                            |
| Tuần 7 (bán kết)                                                   | "Mr. Curiosity" "The Lovecats"                                     | Jason Mraz The Cure                                                |
| Tuần 8 (chung kết)                                                 | "Bee" Satellite" Love Me"                                          | Jennifer Braun / Lena Meyer-Landrut** Lena Meyer-Landrut           |

*Lena Meyer-Landrut không tham gia tuần 2 của chương trình.
**Jennifer Braun và Lena Meyer-Landrut trình bày các phiên bản khác nhau của "Bee" và "Satellite" trong đêm chung kết.

Bìa Eurovision "Satellite"

Trong suốt chương trình, Lena được rất nhiều yêu mến của khán giả. Một ngày sau khi chiến thắng Unser Star für Oslo, ba ca khúc mới cô vừa trình bày đã lọt vào BXH iTunes của Đức, giúp cô trở thành ca sĩ đầu tiên đạt được kỉ lục đó. "Satellite" bán đạt được hơn 100.000 lượt tải về ngay trong tuần đầu phát hành, trở thành bản kĩ thuật số bán chạy nhất tại Đức từ trước tới giờ. Ba ca khúc của cô đều lọt vào Top 5 trong BXH đĩa đơn ở Đức, đạt các vị trí nhất, ba và tư, điều mà chưa từng có ca sĩ nào đạt được kể từ khi BXH âm nhạc Đức được thiết lập vào năm 1959. "Satellite" nhận được Đĩa Vàng ngay sau tuần đầu và Đĩa Bạch Kim sau bốn tuần kể từ khi phát hành. Ca khúc liên tục đứng vững tại vị trí cao nhất trong 5 tuần liên tiếp.
Trong khi tham gia Unser Star für Oslo, Lena vẫn đến trường học đều đặn. Đêm thi cuối cùng được tổ chức chỉ một tháng ngay trước khi kì thi cuối cấp bắt đầu. Sau kì thi, cô phát hành album đầu tay, My Cassette Player, vào ngày 7 tháng 5 năm 2010. Sản xuất bởi Stefan Raab, album bao gồm các ca khúc "Satellite", "Love Me" và "Bee", hai bản cover và 8 ca khúc mới. Đồng thời Lena cũng là đồng tác giả của 5 ca khúc trong số đó. Album ngay lập tức giành vị trí cao nhất trong BXH album của Đức. Nó cũng giành được vị trí cao nhất tại Áo, và vị trí thứ ba tại Thụy Sĩ.
Sau thành công tại Đức, Lena nói rằng cô vẫn theo đuổi sự nghiệp ca hát và diễn xuất, nhưng cũng giải thích: "Tôi không gắn bố cả đời mình với việc ca hát". Cô nói rằng ban đầu cô dự định sẽ học diễn xuất sau khi tốt nghiệp trung học, nhưng bây giờ thì không chắc chắn. Cô cũng cho biết cảm hứng âm nhạc của cô đến từ Adele, Kate Nash, Vanessa Carlton, Clueso, ban nhạc rock Wir sind Helden.
Tháng 6 năm 2010, Lena lồng tiếng cho nhân vật Selly trong phiên bản lồng tiếng Đức của bộ phim hoạt hình Sammy's Adventures: The Secret Passage. Trong phiên bản gốc, nhân vật này được lồng tiếng bởi Isabelle Fuhrman.

### Eurovision Song Contest 2010

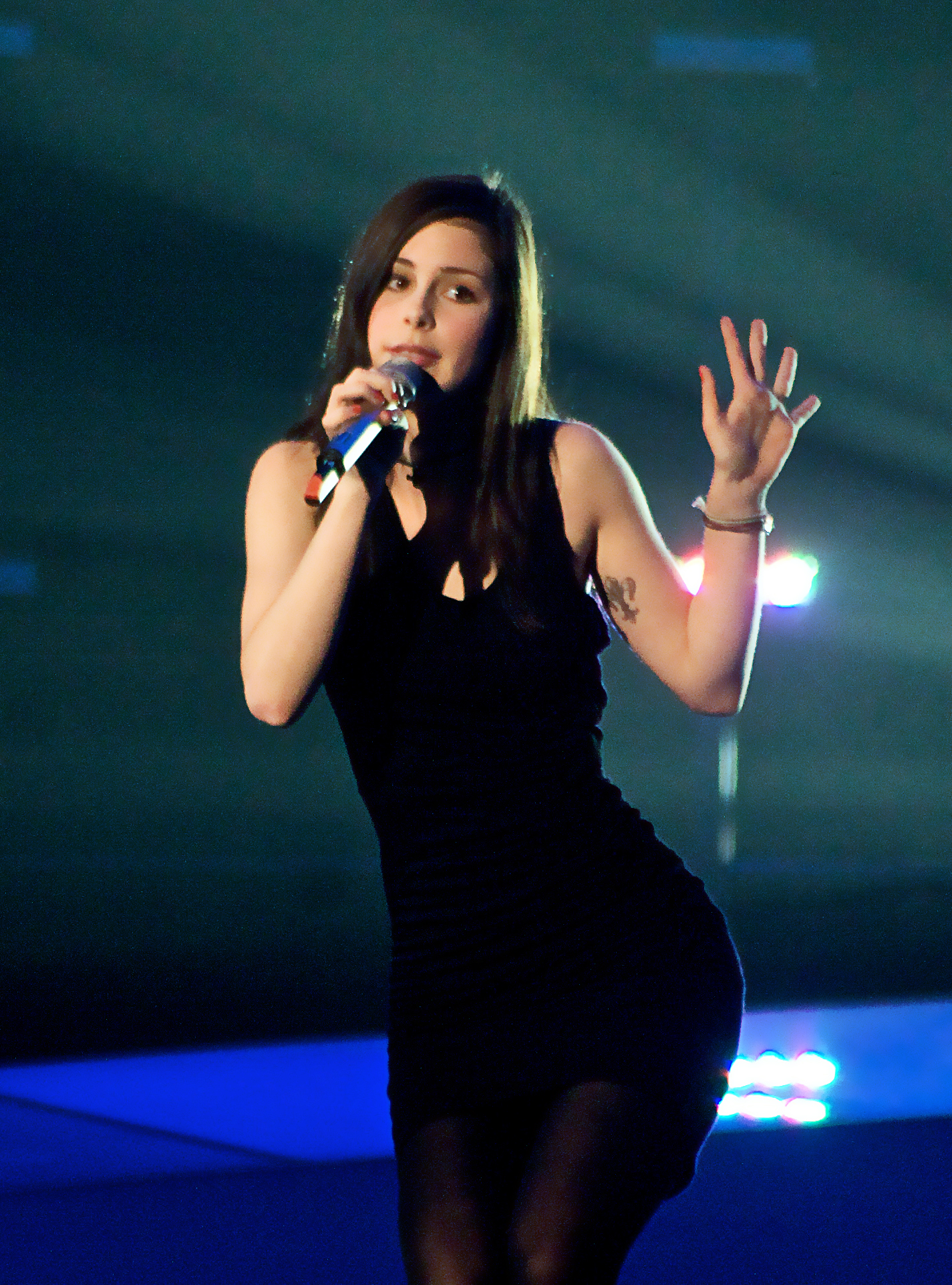
Lena trong buổi diễn tập trước đêm chung kết Eurovision Song Contest 2010.

Theo điều lệ của cuộc thi, Lena được đặc cách tham dự vòng chung kết của Eurovision Song Contest 2010. Do Đức là một trong bốn thành viên lớn nhất của "Liên hiệp Phát sóng châu Âu" - EBU, nên thí sinh nước này không cần phải vượt qua vòng sơ kết. Đồng thời, Đức cũng có quyền ưu tiên chọn thứ tự lên sân khấu của thí sinh nước họ. Nhớ đó, Lena được xếp thứ tự 22 trong số 25 thí sinh. Lena đến Oslo trước đêm chung kết một tuần và diễn tập 5 buổi cho bài hát của cô - "Satellite". Cô là một trong những thí sinh được yêu thích nhất. Nhà cái xếp cô đứng thứ hai sau thí sinh của Azerbaijan, Safura Alizadeh; trong khi Google dự đoán cô sẽ chiến thắng dựa theo số lượt tìm kiếm trên trang web. Theo tờ Aftenposten của Na Uy, cô được giới truyền thông để mắt tới nhiều nhất trong tất cả 25 thí sinh.

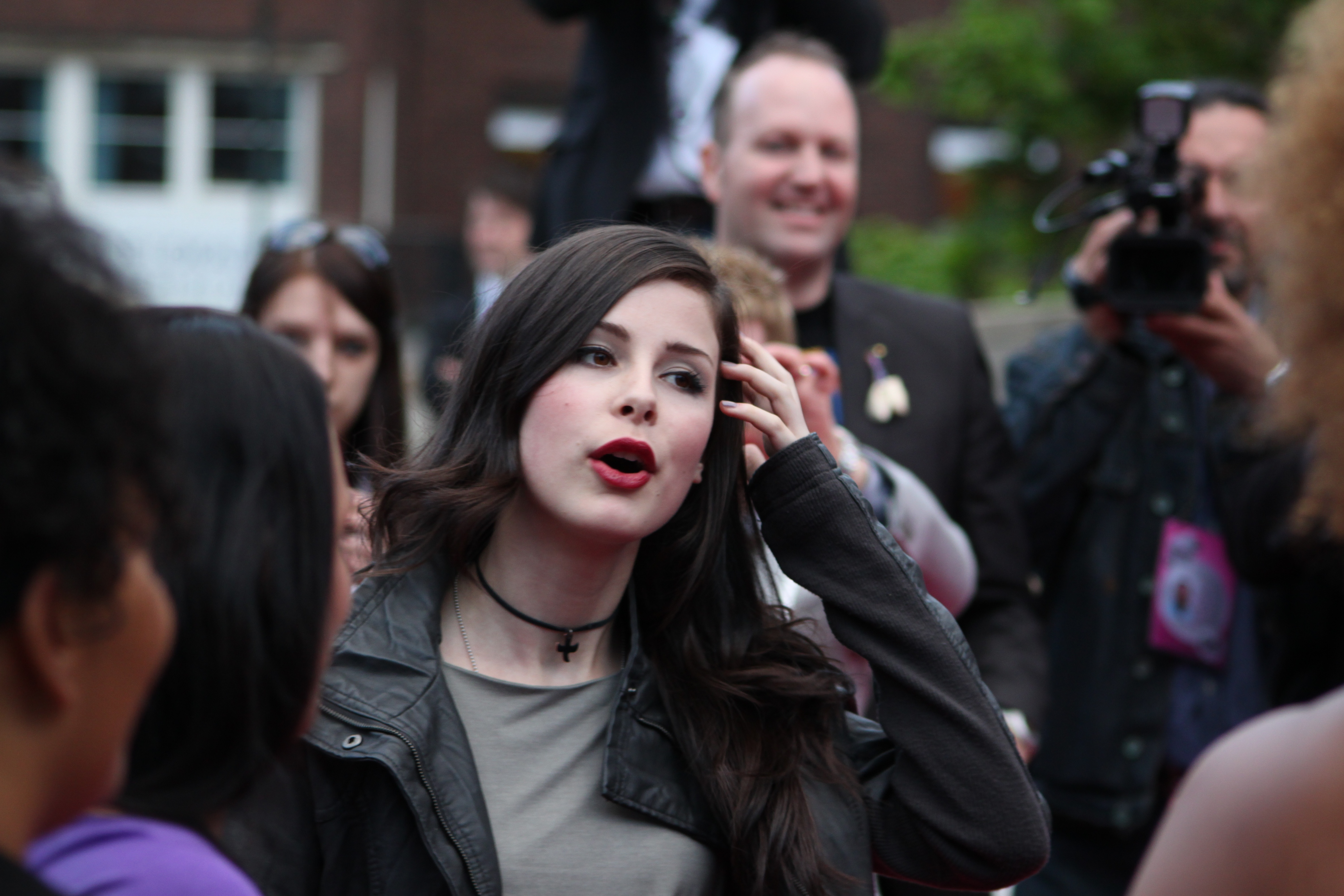
Lena tại Oslo, Na Uy sau khi chiến thắng Eurovision Song Contest 2010

Đêm chung kết được tổ chức vào ngày 29 tháng 5 năm 2010 tại Telenor Arena ở Oslo. Xuất hiện gần cuối chương trình, Lena mặc một bộ đầm suông màu đen, trình diễn solo trên một sân khấu chỉ có cô với bốn ca sĩ hát lót. Phần trình bày của cô phá vỡ xu hướng thường thấy của Eurovision, vì nó không có vũ đạo, vũ công nền hay một sân khấu được trang hoàng công phu. "Satellite" nhận được tổng cộng 246 điểm, giúp Đức chiến thắng lần đầu tiên kể từ năm 1982, và cũng là chiến thắng đầu tiên kể từ khi nước Đức tái thống nhất. Về nhì là ca khúc "We Could Be the Same" của ban nhạc maNga đến từ Thổ Nhĩ Kỳ với 76 điểm thấp hơn, mức chênh lệch lớn thứ hai trong lịch sử Eurovision vào thời điểm đó, chỉ sau Alexander Rybak với 169 điểm cao hơn thí sinh đứng thứ hai trong Eurovision Song Contest 2009 (sau đó, kỉ lục của Lena bị Loreen đến từ Thuỵ Điển vượt qua với 113 điểm hơn thí sinh đứng thứ hai trong Eurovision Song Contest 2012). "Satellite" nhận được số điểm cao nhất - 12 điểm, 9 lần và nhận được điểm từ mọi quốc gia, ngoại trừ Moldova, Belarus, Gruzia, Israel và Armenia.
Tờ BBC gọi "Satellite" là "bản hit thể loại pop đương đại đầu tiên đến từ Eurovision trong nhiều thập kỉ", mở ra "một kỉ nguyên của Liên hoan âm nhạc hằng năm". Chiến thắng của Lena là một sự kiện đáng chú ý ở Đức, được theo dõi bởi 15 triệu lượt xem trên truyền hình (chiếm thị phần 49,1% ở Đức). Cô trở về Hanover ngày hôm sau,và được chào đón bởi 40000 fan hâm mộ. Trong tháng 6, "Satellite" giành được vị trí cao nhất suốt một tuần trong BXH đĩa đơn ở Đức, đồng thời cũng giành được No.1 tại Đan Mạch, Phần Lan, Na Uy, Thụy Điển và Thụy Sĩ. Ca khúc cũng đứng đầu BXH đĩa đơn European Hot 100, trở thành ca khúc đầu tiên tham dự Eurovision giành được vị trí này.

### 2011:Unser Song für DeutschlandvàGood News
Trong cuộc họp báo sau Eurovision 2010, Stefan Raab thông báo rằng Lena Meyer-Landrut sẽ đại diện cho Đức tiếp tục tham gia Eurovision 2011 để bảo vệ danh hiệu của mình. Tới ngày 30 tháng 6, ARD mới xác nhận thông tin này. Tháng 12 năm 2010, Thomas Schreiber của ARD nói với cánh phóng viên rằng ca khúc của Lena sẽ được chọn bằng tin nhắn bình chọn thông qua 3 chương trình truyền hình trực tiếp, hai vòng bán kết sẽ được phát sóng trên ProSieben và đêm chung kết phát sóng trên Das Erste (ARD), qua đó cũng xác nhận những thông tin truyền thông trước đó.
Theo xác nhận của NDR, hai đêm bán kết sẽ được tổ chức vào 31 tháng 1 và 7 tháng 2, và đêm chung kết vào ngày 18 tháng 2. Mỗi bán kết sẽ có 6 ca khúc, khán giả sẽ chọn ra 6 trong số 12 ca khúc để tham gia đêm chung kết.

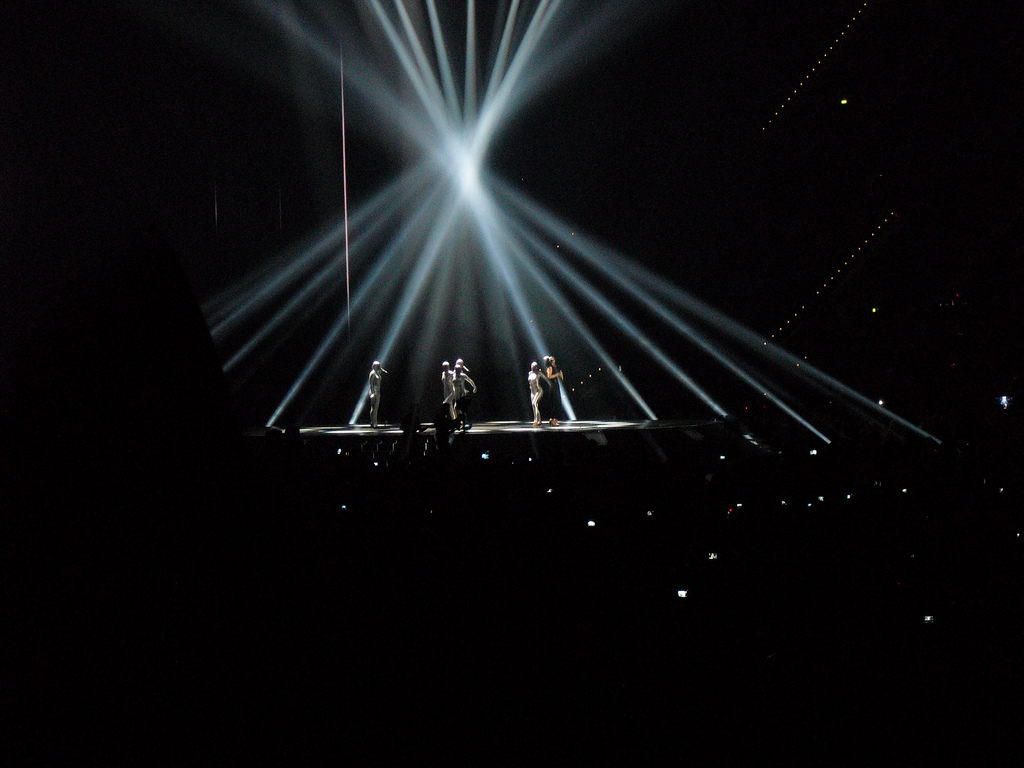
Lena trong đêm diễn tại Düsseldorf vào năm 2011

Tất cả 12 ca khúc Lena trình bày trong suốt chương trình được thu âm và phát hành trong album thứ hai của cô - Good News vào ngày 8 tháng 2 năm 2011. Album nhanh chóng nhận được Đĩa Vàng trong chưa đầy một tuần từ khi phát hành.
Ngày 18 tháng 2 năm 2011, trong chung kết của "Unser Song für Deutschland" (Our Song for Deutschland), thông qua tin nhắn bình chọn, ca khúc "Taken by a Stranger" trở thành ca khúc Lena sẽ trình diễn trong đêm chung kết của Eurovision Song Contest 2011 tại Düsseldorf, Đức.
Tháng 4 năm 2011, cô tổ chức tour diễn vòng quanh nước Đức đầu tiên của mình. Tour diễn được tổ chức ở các nhà hát lớn nhất khắp cả nước như Berlin, Hanover, Frankfurt, Dortmund, Leipzig, Hamburg, Munich, Stuttgart và Cologne.
Tháng 5 năm 2011, Lena tham gia Eurovision Song Contest 2011 và bắt đầu hành trình bảo vệ danh hiệu của mình. Cô là quán quân thứ ba tiếp tục tham gia cuộc thi năm sau, và cũng là người đầu tiên như thế trong khoảng 50 năm. Cô cũng xuất hiện trong tiết mục khai mạc chương trình, vài giờ trước khi cô đại diện cho Đức tham dự cuộc thi. Tuy nhiên, với 107 điểm, ca khúc của cô chỉ xếp thứ 10 với 114 điểm thấp hơn ca khúc Running Scared của Ell & Nikki đến từ Azerbaijan.

### 2012:Stardust

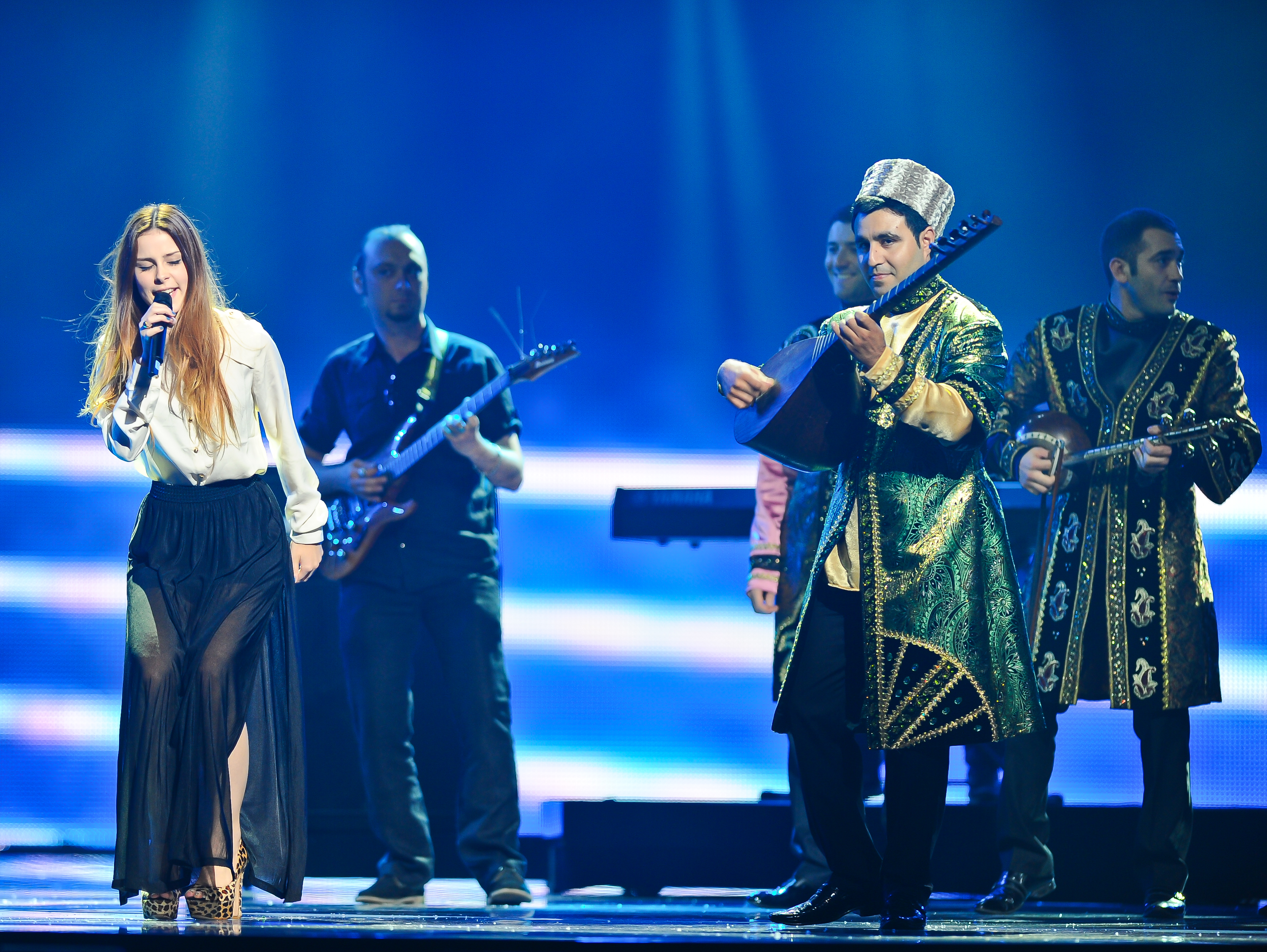
Lena trình bày ca khúc Satellite trong khoảng nghỉ tại bán kết thứ hai của Eurovision Song Contest 2012.

Ngày 24 tháng 5, Lena tham gia với vai trò ca sĩ khách mời tại bán kết thứ hai của Eurovision Song Contest 2012 ở Baku, Azerbaijan. Cô tham gia chương trình cùng 4 quán quân Eurovision 5 kì gần nhất, bao gồm Marija Šerifović, Dima Bilan, Alexander Rybak, và Ell & Nikki. Lena, Marija, Dima và Alexander trình bày các ca khúc chiến thắng Eurovision của họ trên nền nhạc cụ Azeri truyền thống, còn Ell & Nikki song ca bản cover Waterloo của ABBA, ca khúc từng chiến thắng Eurovision năm 1974.
Ngày 1 tháng 8, Lena thông báo qua tài khoản Twitter cô sẽ phát hành đĩa đơn "Stardust", ca khúc đầu tiên trong album mới cùng tên của cô. Đĩa đơn được phát hành vào ngày 21 tháng 9 và nhận được chứng nhận Đĩa Vàng sau khi bán được hơn 150.000 bản Album được phát hành vào ngày 12 tháng 10 và giành được No.2 BXH Album Đức trong tuần đầu. Cuối tháng 7, đầu tháng 8, cô tổ chức tour "Lenas Wohnzimmer" (Lena′s Lounge), qua các thành phố Munich, Cologne, Hamburg và Berlin và trình bài nhiều ca khúc mới.
Tháng 10 năm 2012, cô trình bày ca khúc chủ đề trong phần mở đầu của Sesamstraße, phiên bản Đức hoá của chương trình truyền hình thiếu nhi Sesame Street. Tháng 12 năm 2012, cô cover ca khúc Sjörövar Fabbe (Seeräuber-Opa Fabian) trong Pippi tất dài cho album tổng hợp của Giraffenaffen.

### 2013:The Voice Kidsvà dấn thân vào nhiều lĩnh vực mới
Ngày 18 tháng 1, Lena thông báo rằng đĩa đơn thứ hai trích từ album của cô sẽ là Neon. MV của ca khúc được quay tại Rathenau-Hallen vào đầu tháng 2 bởi đạo diễn Bode Brodmüller, cũng là người đã đạo diễn cho MV của đĩa đơn đầu tiên - Stardust được viết bởi Rosi Golan trích từ album cùng tên". Ngày 1 tháng 3, MV của ca khúc Neon (Lonely People) được ra mắt trên trang chủ của Universal Music. Đĩa đơn được chính thức phát hành vào 15 tháng 3. Cùng ngày, MV cũng được tải lên kênh VEVO của Lena trên YouTube. Phiên bản đĩa đơn có một chút khác biệt so với bản chính thức trong album Stardust, được phối lại, tiết tấu nhanh hơn và thêm nhiều vũ đạo.
Ngày 21 tháng 3, Lena Meyer-Landrut tham dự ECHO Awards. Cô được đề cử ở hai hạng mục là "Video nhạc Đức xuất sắc nhất" cho MV Stardust và "Nữ ca sĩ Đức xuất sắc nhất". Cô chỉ giành được giải thưởng "Video nhạc Đức xuất sắc nhất" cho đĩa đơn Stardust trích từ album thứ ba và trượt mất giải "Nữ ca sĩ Đức xuất sắc nhất" vào tay nữ ca sĩ Ivy Quainoo.

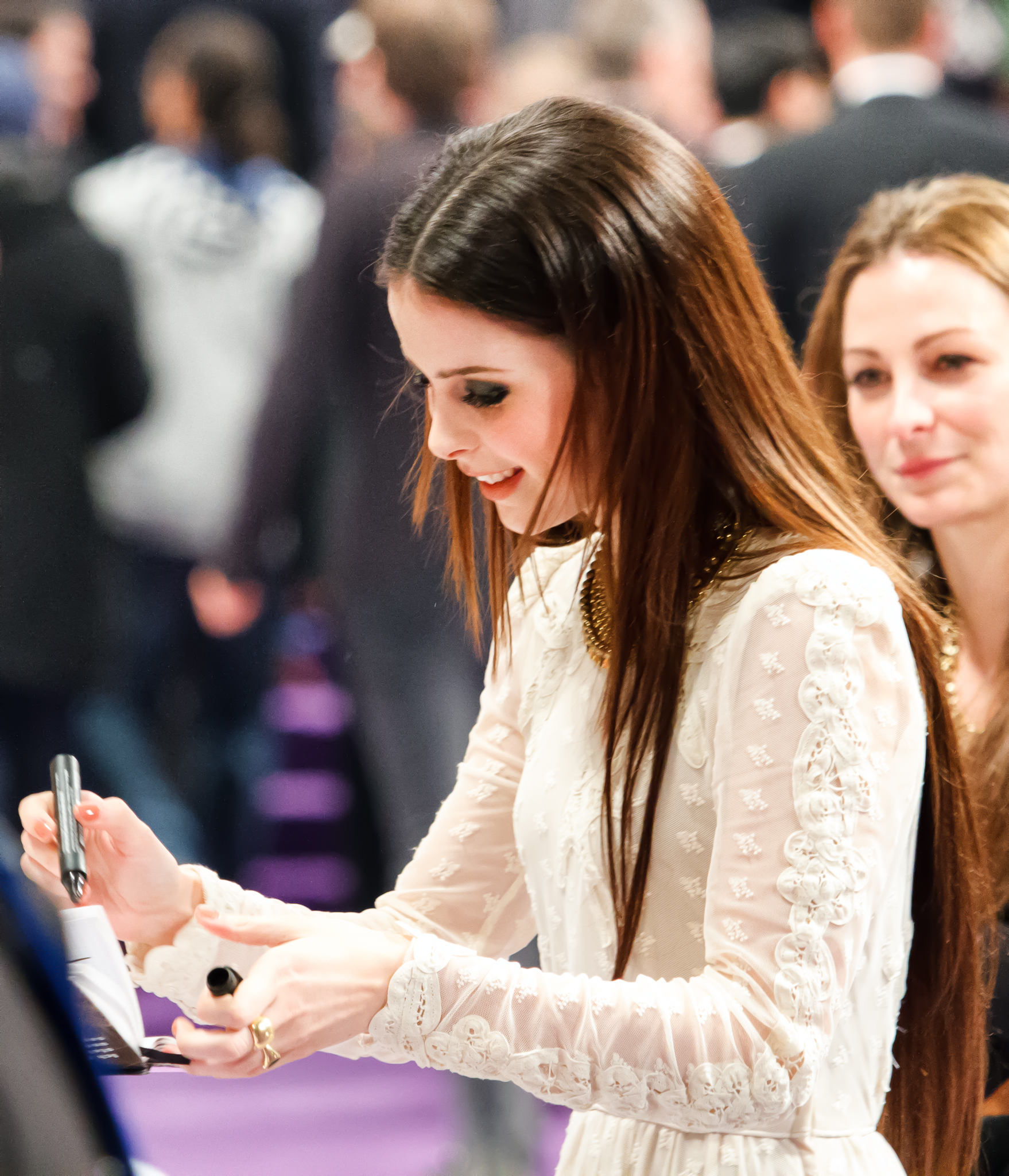
Lena Meyer-Landrut tại ECHO Awards 2013

Tháng 4, cô tổ chức một club-tour qua 13 thành phố nước Đức, bắt đầu từ Stuttgart ngày 2 tháng 4 và kết thúc tại Offenbach ngày 21 cùng tháng. Buổi hòa nhạc cuối cùng được phát sóng trực tiếp trên Internet. Tiêu đề "No One Can Catch Us Tour" được lấy từ lời đề tựa của đĩa đơn thứ năm của cô, Stardust.
Trong tháng 4 và tháng 5, cô tham gia chương trình truyền hình được yêu thích The Voice Kids phiên bản Đức hóa với vai trò huấn luyện viên cùng với hai ca sĩ khác là Tim Bendzko và Henning Wehland.
Ngày 17 tháng 5 năm 2013, Mr. Arrow Key, đĩa đơn thứ ba từ album "Stardust" của Lena được phát hành. Đây cũng là đĩa đơn thứ bảy của cô. Ca khúc được viết bởi cô, Linda Carlsson và Sonny Boy Gustafsson; còn bản chính thức trong album được sản xuất bởi Sonny Boy Gustafsson.
Lena cũng tham gia Eurovision Song Contest 2013 với vai trò chủ tịch của ban giám khảo Đức (bao gồm cô, Carolin Niemczyk, Alina Süggeler, Tim Bendzko và Florian Silbereisen); đồng thời, cô cũng là người phát ngôn cho nước Đức, thông báo kết quả bình chọn của nước cô vào đêm chung kết, ngày 18 tháng 5.
Tháng 7 cùng năm, phim hoạt hình sử dụng công nghệ "bắt chuyển động" Tarzan thông báo rằng Lena sẽ lồng tiếng Đức cho nhân vật Jane Porter. Phim được ra mắt trên hệ thống rạp chiếu phim tại Đức vào tháng 2 năm 2014. Cùng tháng, cô lồng tiếng cho ba nhân vật trong hai audiobook (sách nói) Giraffenaffen – Wir sind da! (Giraffenaffen – Chúng tôi đây!) và Giraffenaffen – Die Schatzssuche (Giraffenaffen – Săn kho báu), chúng được phát hành vào tháng 10 năm 2013.
Tháng 10, Lena tái hợp với cố vấn của cô trong Eurovision - Stefan Raab, song ca ca khúc "Revolution", một đĩa đơn của ban nhạc "Dicks on Fire" của Raab. Vào tháng 6, ca khúc này đã được sử dụng để quảng cáo cho vòi sen Doosh, được Stefan Raab chế tạo. Trong video, có cảnh Lena tắm vòi sen trong tạo hình nhân vật Lara Croft trong trò chơi điện tử Tomb Raider. Cũng trong năm 2013, Lena trở thành đại sứ L'Oréal cho dòng sản phẩm chăm sóc da và thuốc nhuộm tóc.

### 2014:The Voice Kids(mùa thứ hai)
Từ tháng 3 tới tháng 5 năm 2014, Lena trở lại với vai trò huấn luyện viên trong mùa thứ hai của chương trình truyền hình The Voice Kids cùng với Henning Wehland (đến từ ban nhạc Söhne Mannheims) và Johannes Strate (đến từ ban nhạc Revolverheld). Đầu năm 2014, Lena bắt tay vào việc thực hiện album thứ tư của mình. Tháng 1 năm 2014, cô tới New York để thảo luận về vấn đề thu âm với nhà sản xuất Bosko.
Tháng 5, cô đến studio Yoad Nevo ở Luân Đôn. Tháng 6, cô làm việc với nữ ca sĩ - nhạc sĩ người Úc Kat Vinter tại Berlin và với nữ ca sĩ - nhạc sĩ người Mĩ gốc Israel Rosi Golan tại Los Angeles. Tại Brighton, cô làm việc với nhóm sản xuất Biffco. Sau đó, cô còn cộng tác với nhiều nhà sản xuất như Afsheen, nhóm Beatgees đến từ Berlin, cũng là nhà sản xuất cho phiên bản remix của ca khúc "Neon (Lonely People)" và sáng tác bài hát thiếu nhi "Schlaft alle" (Sleep all) cho album tổng hợp Giraffenaffen 3, phát hành sau đó vào tháng 11 năm 2014. Cùng tháng, cô tham gia album tổng hợp I Love Disney với một ca khúc về Aladdin "A Whole New World". Vào tháng 7, cô tiết lộ trên Twitter rằng album mới sẽ có tên là Crystal Sky, phát hành vào tháng 5 năm 2015.

### 2015-nay:Crystal Sky, Sing meinen Song, Only Love, L

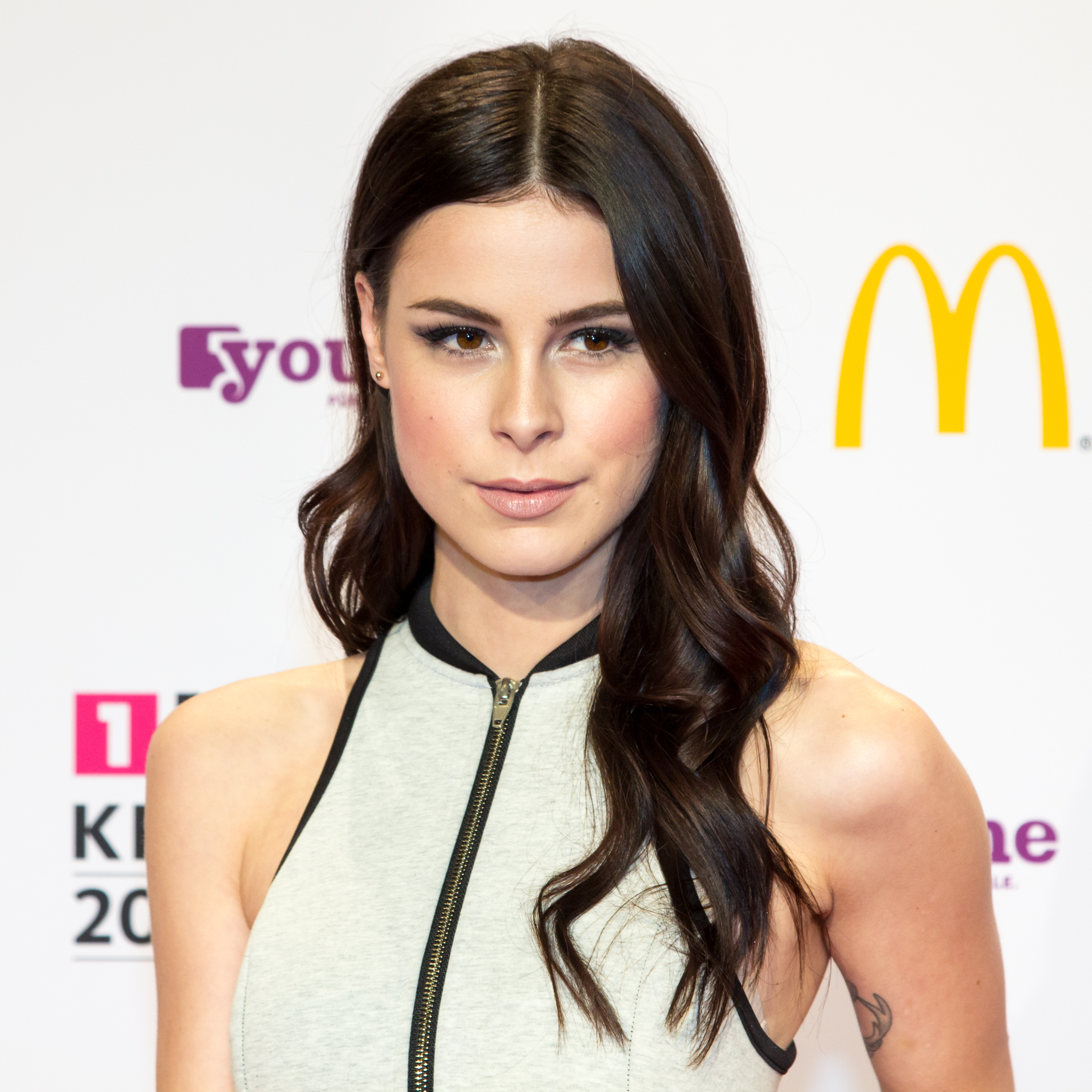
Lena Meyer-Landrut tại sự kiện 1LIVE Krone 2015.

Từ tháng 2 tới tháng 4 năm 2015, Lena quay trở lại với The Voice Kids mùa thứ ba trong vai trò huấn luyện viên, cùng với Johannes Strate và Mark Forster. Sau bốn concert tại Hamburg, Berlin, Munich và Cologne từ cuối tháng 2 tới đầu tháng 3, cô tiết lộ rằng đĩa đơn đầu tiên "Traffic Lights" trích từ album Crystal Sky sẽ được ra mắt dưới dạng airplay vào ngày 10 tháng 3 năm 2015. Ca khúc được chấp bút bởi Harry Sommerdahl, Hayley Aitken và Alexander James, do Biffo và Beatgees sản xuất. "Traffic Lights" được phát hành chính thức vào ngày 1 tháng 5, 2 tuần trước khi album phòng thu thứ tư của cô Crystal Sky, được phát hành vào ngày 15 tháng 5 năm 2015.
Sau khi nghỉ ngơi một một thời gian dài, vào tháng 12 năm 2016, Meyer-Landrut đã tiết lộ trên tài khoản Twitter của mình rằng album phòng thu thứ năm sắp tới của cô sẽ có tên là Gemini và cô đã bắt đầu làm việc với nó. Vào tháng 4 năm 2017, cô đã phát hành đĩa đơn "Lost in You", đạt vị trí thứ 58 tại Đức. Tháng tiếp theo, Meyer-Landrut đã tham gia mùa thứ tư của chương trình truyền hình Đức Sing meinen Song - Das Tauschkonzert, phiên bản tiếng Đức của sê-ri The Best Singers. Trong tập thứ ba, cô đã công chiếu bài hát chưa phát hành trước đó "If I Wasn't Your Daughter". Báo chí Đức ngay lập tức thảo luận về nội dung của bài hát, trong đó đề cập đến mối quan hệ của Lena với cha cô đã rời bỏ gia đình khi cô mới hai tuổi. Bài hát đã lọt vào top bốn mươi ở Đức và Thụy Sĩ nơi nó trở thành đĩa đơn xếp hạng cao nhất của cô kể từ "Wild & Free" năm 2015. Một album tổng hợp Sing meinen Song, được phát hành vào tháng 5 năm 2016, đã đánh bại Bảng xếp hạng Album của Áo và Đức. Vào tháng 8 năm 2017, Lena đã hợp tác với nhóm nhạc hip hop người Đức Genetikk trong bài hát "Lang lebe die Gang". Vào tháng 11 năm 2017, Meyer-Landrut tuyên bố qua YouTube rằng cô đã hủy bỏ toàn bộ album Gemini, vì cô không hài lòng với nó.
Vào tháng 6 năm 2018, Meyer-Landrut đã hợp tác với DJ Topic và DJ người Tây Ban Nha Juan Magán trong đĩa đơn "Sólo Contigo". Vào tháng 10, nó đã được tiết lộ, rằng cô sẽ trở lại với tư cách là một huấn luyện viên trong mùa thứ bảy của The Voice Kids. Vào tháng 11 năm 2018, Lena đã phát hành "Thank You" với tư cách là đĩa đơn chính trong album phòng thu thứ năm của cô, Only Love, L. Bài hát ra mắt và đạt vị trí thứ 40 tại Đức. Vào ngày 15 tháng 3 năm 2019, "Don't Lie to Me" đã được phát hành dưới dạng đĩa đơn thứ hai của album. Bài hát ra mắt và đạt vị trí thứ 63 tại Đức. Bài hát "Sex in the Morning" hợp tác với Ramz được phát hành vào ngày 29 tháng 3 năm 2019. Được phát hành vào ngày 5 tháng 4 năm 2019, Only Love, L đạt vị trí thứ 2 tại Đức.

## Góc nhìn của giới truyền thông
Lena Meyer-Landrut ghi được nhiều dấu ấn trước giới truyền thông về phong cách âm nhạc đặc biệt của mình. Nó được miêu tả là "lạnh lùng", "nhanh nhạy" và "trực quan". Cô thường từ chối trả lời các câu hỏi về đời tư như gia đình, bạn bè và niềm tin tôn giáo. Cô thường gọi các câu hỏi là "ngu ngốc" hay chỉ trả lời phần nào câu hỏi. Điều này giúp cô nhận nhiều lời khen ngợi cũng như chỉ trích, trong đó có các cáo buộc như là kiêu căng, hay thiếu tôn trọng.
Thái độ của Lena được mô tả là "vô tư", "dễ tính và khiêm tốn". Lena được cho là có "sự cuồng vọng của tuổi trẻ" để "nuôi dưỡng hoài bão của cô" và là tiêu biểu cho "sự chân thật không khoa trương" và "chân thành". Cô mang đến một "nhịp điệu mê đắm" và xoá nhoà "ranh giới giữa tình yêu tuổi trẻ và nỗi day dứt tầm hồn". Giọng hát của cô được nhiều lời ca ngợi và cũng không ít sự chỉ trích. Trong nỗ lực giải thích về sự thành công của Lena Meyer-Landrut, người ta gọi sự xuất hiện của cô là "sự pha trộn của vẻ đẹp, tính chuyên nghiệp và một chút điên cuồng". Cô cũng được ca ngợi về khả năng thể hiện sân khấu của cô và vẻ đẹp quyến rũ.

## Phim và TV show

### Phim
| Năm  | Phim                                | Vai          | Ghi chú        |
| ---- | ----------------------------------- | ------------ | -------------- |
| 2010 | A Turtle's Tale: Sammy's Adventures | Shelly       | Lồng tiếng Đức |
| 2014 | Tarzan 3D (2013)                    | Jane Porterr | Lồng tiếng Đức |

### TV show
| Năm  | TV show                        | Vai trò          | Ghi chú |
| ---- | ------------------------------ | ---------------- | ------- |
| 2011 | Bundesvision Song Contest 2011 | Dẫn chương trình |         |
| 2013 | The Voice Kids Germany         | Huấn luyện viên  |         |
| 2014 | The Voice Kids Germany         | Huấn luyện viên  |         |
| 2015 | The Voice Kids Germany         | Huấn luyện viên  |         |
| 2016 | The Voice Kids Germany         | Huấn luyện viên  |         |
| 2019 | The Voice Kids Germany         | Huấn luyện viên  |         |
| 2020 | The Voice Kids Germany         | Huấn luyện viên  |         |

## Danh sách đĩa nhạc
Album phòng thu
- 2010: My Cassette Player
- 2011: Good News
- 2012: Stardust
- 2015: Crystal Sky
- 2019: Only Love, L

Đĩa đơn
- 2010: Satellite
- 2010: Touch a New Day
- 2011: Taken by a Stranger
- 2011: What a Man
- 2012: Stardust
- 2013: Neon (Lonely People)
- 2013: Mr. Arrow Key
- 2015: Traffic Lights
- 2015: Wild & Free
- 2016: Beat to My Melody
- 2017: Lost in You
- 2017: If I Wasn't Your Daughter
- 2018: Thank You
- 2019: Don't Lie to Me
- 2019: Better